# Triditarsus tibetanus
Triditarsus tibetanus är en spindeldjursart som beskrevs av Roewer 1933. Triditarsus tibetanus ingår i släktet Triditarsus och familjen Daesiidae. Inga underarter finns listade i Catalogue of Life.